# Mexikó nemzeti parkjai

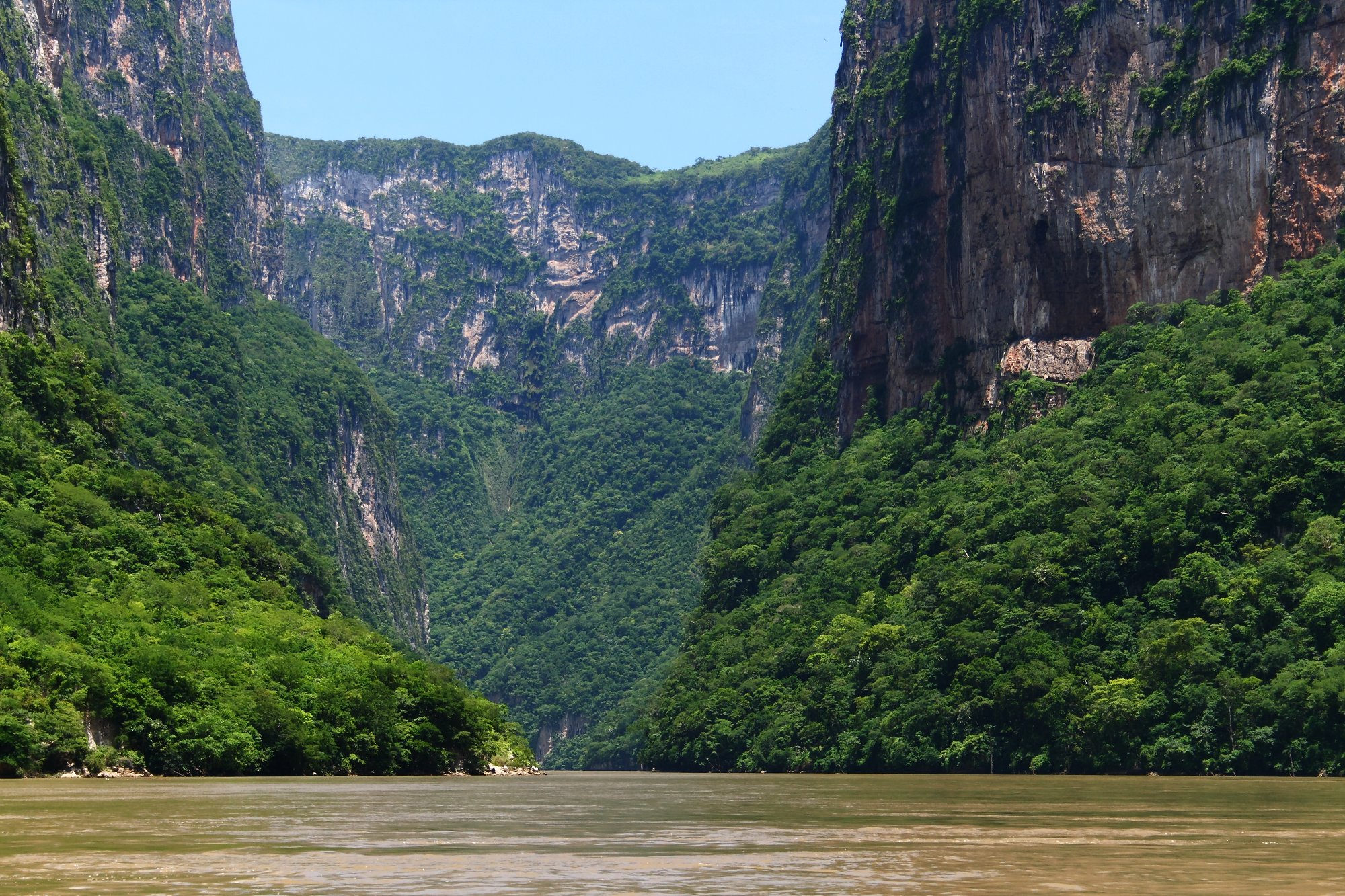
Cañón del Sumidero Nemzeti Park

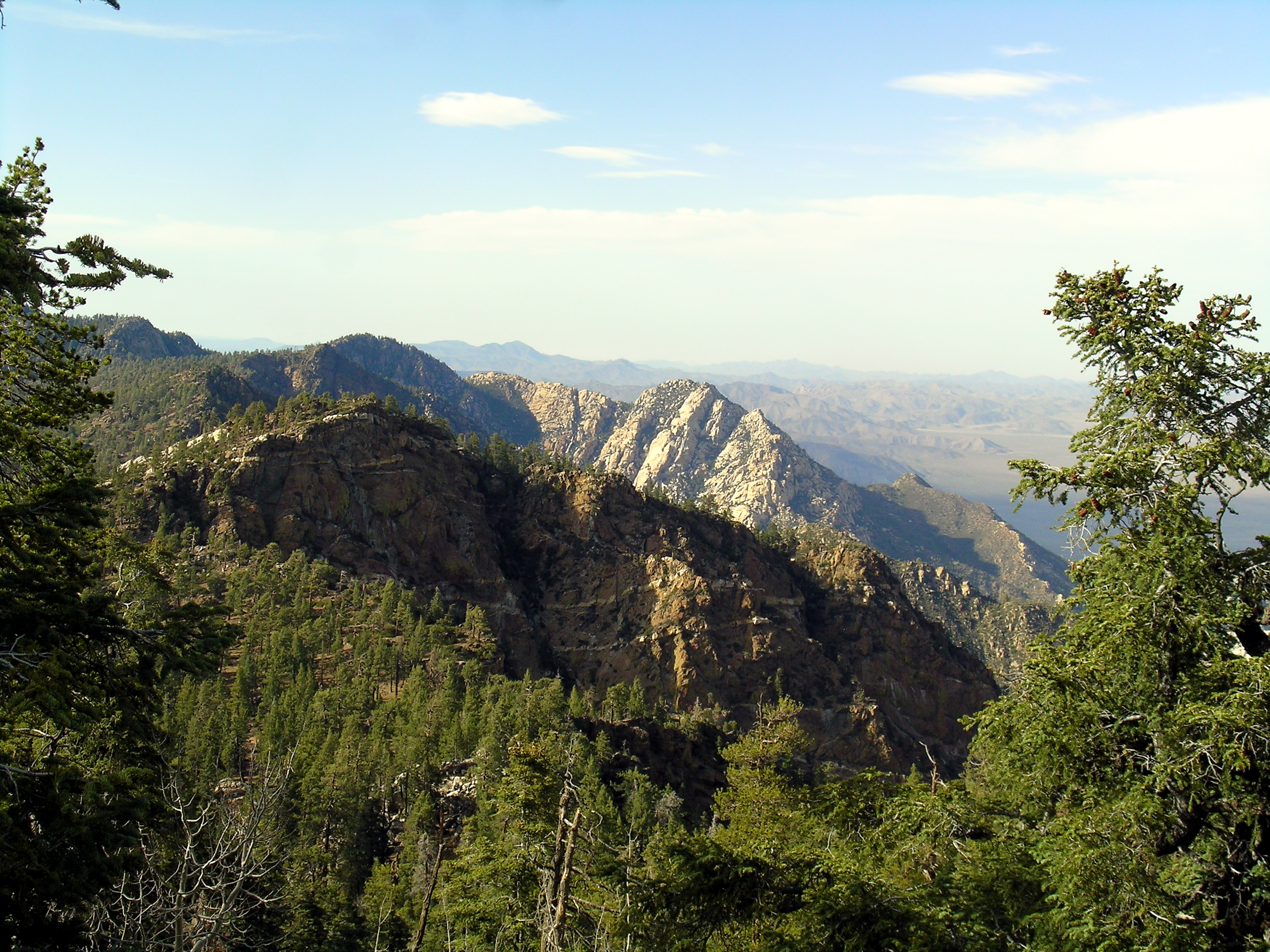
Sierra de San Pedro Mártir Nemzeti Park

Mexikó nagy kiterjedésű ország, majdnem 2 millió km². Az északon fekvő sivatagoktól a hófödte vulkáni kúpokon át a déli dzsungelekig mindenféle élőhelyet megtalálunk az országban. Az IUCN 1997-es összeírásában 35 nemzeti parkot találhattunk Mexikóban, amelyek összesen 7000 km² területen feküdtek, az ország területének 0,35%-át fedték le, de a CONANP (Comisión Nacional de Áreas Naturales Protegidas) 2017-es listájában a nemzeti parkok száma már 66, összterületük 14 410 km². Sok pici nemzeti park létezik, 10 km²–nél kisebb területtel. A legtöbb parkot 1934 és 1940 között alapították, gyakran régészeti, történelmi, tájképi vagy felüdülési lehetőséget nyújtó értékeik miatt. Az ökológiai vagy biológiai értékek védelme érdekében létrehozott parkok ritkák.

## Fajtái
Mexikóban 182 védett terület létezik, amelyek összesen ~90 millió hektárt fednek le. Ez az ország 46%-át jelenti.[forrás?]
Kilenc típusú védett terület létezik a védett területek nemzeti hálózatában ():
- Bioszféra rezervátumok;
- Speciális bioszféra rezervátumok;
- Nemzeti parkok;
- Természeti emlékművek;
- Tengeri nemzeti parkok;
- Természeti erőforrás védelmi területek, köztük az erdőrezervátumok;
- Flóra- és faunavédelmi területek;
- Városi parkok; és
- Ökológiai védelmi zónák.

Az első hét kategória a szövetségi kormány, az utolsó kettő pedig az állami és települési kormányzatok kezelésébe tartozik. A nemzeti parkok, bioszféra rezervátumok, ökológiai rezervátumok és tengeri, víz alatti parkok a Sinap (Sistema Nacional de Areas Naturales Protegidas) részét képezik. Ezeket a területeket a Nemzeti Ökológiai Intézet (Instituto Nacional de Ecologia vagy INE) kezeli.  A nemzeti parkok gyakran nem tartoznak a biológiailag legváltozatosabb mexikói területek közé, de említésre méltóak történelmi vagy esztétikai szempontból. Így pl. nemzeti parkok a vulkánok, a régészeti lelőhelyek is. Nemzeti parkot alapíthatnak egy terület tudományos vagy történelmi értékei, vagy a turizmus fejlesztésére való alkalmassága miatt.

## Keletkezésük
A parkok többségét az 1930-as években alapították Lázaro Cárdenas irányítása alatt. Ő hozta létre az Erdészeti, Halászati és Vadászati Minisztériumot is. A minisztérium felügyelte 40 park létrehozását, amelyet a táj szépségére, a felüdülési potenciáljára vagy ökológiai értékeire alapoztak. A Quevedo tervezte park hálózat nagy hangsúlyt fektetett Mexikó felföldi erdeire. A bioszféra rezervátumokat a biológiai diverzitásban ténylegesen bővelkedő területeken alakították ki. Az alapításhoz szükséges kritériumok, hogy a terület legalább 10 000 ha nagyságú legyen, ahol legalább egy, emberi aktivitás által jelentősen meg nem változtatott ökoszisztéma létezzen. Ezekben a parkokban gyakran olyan fajok élnek, amelyek endemikusak, veszélyeztetettek vagy a kihalás szélén állnak.
A speciális bioszféra rezervátumok definíciója majdnem megegyezik a bioszféra rezervátuméval, azonban nem szükséges hogy 10 000 hektár legyen a területe. Minden bioszféra rezervátumnak van egy magterülete, és egy kezelt periférikus területe. Új lakóközpontok létrehozása a bioszféra és speciális bioszféra rezervátumokban szigorúan tiltott. A 20. század elején Miguel Angel de Quevedo amellett érvelt, hogy a nemzeti parkokban a turizmus mind a vidéki lakosság, mind a nemzetközi látogatók szempontjából hasznos. Úgy gondolta, hogy a nemzetközi turizmus elősegíti az együttműködést Mexikó és más országok között, valamint hogy a nemzeti parkok alapításával Mexikó „civilizált ország”-gá válik.
Mexikónak közel egy tucatnyi, az UNESCO-MAB programjában szereplő rezervátuma van, bár minden bioszféra rezervátuma nem tagja a hálózatnak. A kijelölésük ellenére a parkok nem mindig védettek az emberi behatásoktól. A Lagunas de Chacahua Nemzeti Park elvesztette erdeinek 40%-át, míg a Nevado de Toluca Nemzeti Park vulkánlejtőinek 75%-a erdőmentes. Mexikó parkjaiban gyakran hiányzik a szükséges számú őr, valamint a környezeti nevelés, amely elősegítené, hogy a területek zölden maradjanak.

## Korszerűsítési törekvések
A bioszféra rezervátumoknak 3 célja van: védelem, nevelés és a védelem szükségességét szem előtt tartó fenntartható emberi fejlődés. A nemzeti parkokkal ellentétben, a bioszféra rezervátumokban az emberek továbbra is élhetnek a védett természeti területen. A biológiai felmérések és ökológiai tanulmányok mellett a fenntartható erőforrás használatra vonatkozó kutatások is támogatást élveznek, hogy a helyi közösséget bátorítsák a vadvédelmi törekvésekben való részvételre.
A nemzeti parki területek 732 000 hektárjából mindössze 15% van a szövetségi kormány tulajdonában. A park tulajdonosai magánszemélyek, gazdasági társaságok vagy települések. Pl. a „Cumbres de Monterrey nemzeti park” Monterrey városban fekszik. A kialakult helyzet éppen az ellenkezője az USA-ban kialakultnak, ahol a nemzeti parkokat eleve szövetségi területen jelölték ki vagy a kormánynak megvoltak az erőforrásai a kölcsönbe vételre, illetve a terület magánszemélyektől való megvásárlására.
Mexikó pályázott a Global Environmental Facility (GEF) programjára, amely 1992-1995-ig 25 millió USD-t juttatott 10 mexikói bioszféra rezervátum számára (összesen 18 rezervátum van), El Triunfo, Mariposa Monarca, Calakmul, Sian Ka'an, Rio Lagartos, Montes Azules, El Vizcaino, Islas del Golfo, Sierra de Manantlan és Isla Contoy.  Mexikó nemzeti parkjaiban sok emberi tevékenység tiltott, azonban kevés törekvés volt arra, hogy a helyi lakosság számára egyéb kereseti lehetőséget nyújtsanak. Ennek megfelelően az illegális favágás, legeltetés és vadászat gyakori a parkok határán belül. Ennek ellenére a nemzeti park státusz számos erdőnek nyújtott védelmet, és a régészeti lelőhelyek védelme is példás.

## A nemzeti parkok listája
| Elnevezés                            | Állam(ok)               | Alapítás éve | Terület (ha) | Jellegzetességek                                               |
| ------------------------------------ | ----------------------- | ------------ | ------------ | -------------------------------------------------------------- |
| Archipiélago de San Lorenzo          | Alsó-Kalifornia         | 2005         | 58 442       |                                                                |
| Archipiélago Espíritu Santo          | Déli-Alsó-Kalifornia    | 2007         | 48 655       |                                                                |
| Arrecife Alacranes                   | Yucatán                 | 1994         | 333 769      | korallzátonyok, szigetek                                       |
| Arrecife de Puerto Morelos           | Quintana Roo            | 1993         | 9067         |                                                                |
| Arrecifes de Cozumel                 | Quintana Roo            | 1996         | 11 988       |                                                                |
| Arrecifes de Xcalak                  | Quintana Roo            | 2000         | 17 949       |                                                                |
| Bahía de Loreto                      | Déli-Alsó-Kalifornia    | 1996         | 206 581      |                                                                |
| Barranca del Cupatitzio              | Michoacán               | 1938         | 362          | a Cupatitzio folyó forrásvölgye                                |
| Basaseachi-vízesés                   | Chihuahua               | 1981         | 5803         | hegyek és maga a vízesés                                       |
| Benito Juárez                        | Oaxaca                  | 1937         | 2737         | erdős hegyek                                                   |
| Bosencheve                           | México, Michoacán       | 1940         | 10 432       |                                                                |
| Cabo Pulmo                           | Déli-Alsó-Kalifornia    | 1995         | 7111         | tengerpart, korallzátony                                       |
| Cañon del Río Blanco                 | Veracruz                | 1938         | 55 690       |                                                                |
| Cañón del Sumidero                   | Chiapas                 | 1980         | 21 789       |                                                                |
| Cerro de Garnica                     | Michoacán               | 1936         | 968          |                                                                |
| Cerro de la Estrella                 | Mexikóváros             | 1938         | 1100         | egy hegycsúcs, ősi romok                                       |
| Cerro de Las Campanas                | Querétaro               | 1937         | 58           |                                                                |
| Cofre de Perote                      | Veracruz                | 1937         | 11 700       | egy alvó vulkán                                                |
| Constitución de 1857                 | Alsó-Kalifornia         | 1962         | 5009         | fenyőerdő, matorral, sziklák                                   |
| Contoy-sziget                        | Quintana Roo            | 1998         | 5126         | trópusi sziget                                                 |
| Costa Occidental de Isla Mujeres     | Quintana Roo            | 1996         | 8673         |                                                                |
| Cumbres de Majalca                   | Chihuahua               | 1939         | 4772         | hegyvidék, különleges sziklák                                  |
| Cumbres de Monterrey                 | Új-León                 | 2000         | 177 396      | hegyláncok, vízesések, barlangok                               |
| Cumbres del Ajusco                   | Mexikóváros             | 1936         | 920          |                                                                |
| Desierto de los Leones               | Mexikóváros             | 1917         | 1529         |                                                                |
| Desierto del Carmen (Nixcongo)       | México                  | 1942         | 529          |                                                                |
| Dzibilchantún                        | Yucatán                 | 1987         | 539          |                                                                |
| El Chico                             | Hidalgo                 | 1982         | 2739         |                                                                |
| El Cimatario                         | Querétaro               | 1982         | 2448         |                                                                |
| El Histórico Coyoacán                | Mexikóváros             | 1938         | 584          |                                                                |
| El Potosí                            | San Luis Potosí         | 1936         | 2000         |                                                                |
| El Sabinal                           | Új-León                 | 1938         | 8            |                                                                |
| El Tepeyac                           | Mexikóváros             | 1937         | 1500         |                                                                |
| El Tepozteco                         | Morelos, Mexikóváros    | 1937         | 23 259       |                                                                |
| El Veladero                          | Guerrero                | 1980         | 3617         |                                                                |
| Fuentes Brotantes de Tlalpan         | Mexikóváros             | 1936         | 129          |                                                                |
| General Juan N. Álvarez              | Guerrero                | 1964         | 528          |                                                                |
| Gogorrón                             | San Luis Potosí         | 1936         | 25 000       |                                                                |
| Grutas de Cacahuamilpa               | Guerrero                | 1936         | 1600         | cseppkőbarlangok                                               |
| Huatulco                             | Oaxaca                  | 1998         | 11 891       |                                                                |
| Insurgente José Maria Morelos        | Michoacán               | 1939         | 4325         |                                                                |
| Insurgente Miguel Hidalgo y Costilla | México, Mexikóváros     | 1936         | 1580         |                                                                |
| Isla Isabel                          | Nayarit                 | 1980         | 194          |                                                                |
| Islas Marietas                       | Nayarit                 | 2005         | 1383         |                                                                |
| Iztaccíhuatl-Popocatépetl            | México, Puebla, Morelos | 1935         | 39 819       | az Iztaccíhuatl és a Popocatépetl vulkán                       |
| Lago de Camécuaro                    | Michoacán               | 1941         | 10           |                                                                |
| Lagunas de Chacahua                  | Oaxaca                  | 1937         | 14 187       | tavak, tengerpart, mangroveerdők                               |
| Lagunas de Montebello                | Chiapas                 | 1959         | 6022         | hegyvidéki tavak                                               |
| Lagunas de Zempoala                  | Morelos, México         | 1936         | 479          |                                                                |
| Lomas de Padierna                    | Mexikóváros             | 1938         | 670          |                                                                |
| Los Mármoles                         | Hidalgo                 | 1936         | 23 150       |                                                                |
| Los Novillos                         | Coahuila                | 1940         | 42           |                                                                |
| Los Remedios                         | México                  | 1938         | 400          |                                                                |
| Malinche (Matlalcuéyatl)             | Tlaxcala, Puebla        | 1938         | 45 711       | egy kialudt vulkán                                             |
| Molino de Flores Nezahualcóyotl      | México                  | 1937         | 49           |                                                                |
| Nevado de Colima                     | Colima                  | 1936         | 9600         |                                                                |
| Palenque                             | Chiapas                 | 1981         | 1772         | maja romok                                                     |
| Pico de Orizaba                      | Veracruz, Puebla        | 1937         | 19 750       | Mexikó legmagasabb csúcsa, a Citlaltépetl vagy Pico de Orizaba |
| Rayón                                | Michoacán               | 1952         | 25           |                                                                |
| Sacromonte                           | México                  | 1939         | 45           |                                                                |
| Sierra de Órganos                    | Zacatecas               | 2000         | 1125         | különleges sziklaalakzatok                                     |
| Sierra de San Pedro Mártir           | Alsó-Kalifornia         | 1947         | 72 911       |                                                                |
| Sistema Arrecifal Veracruzano        | Veracruz                | 1992         | 65 516       |                                                                |
| Tula                                 | Hidalgo                 | 1981         | 100          |                                                                |
| Tulum                                | Quintana Roo            | 1981         | 664          | maja romok                                                     |
| Xicoténcatl                          | Tlaxcala                | 1937         | 680          |                                                                |

## Lásd még
- A Föld nemzeti parkjai